# ジュリアス・ベネディクト
ジュリアス（ユリウス）・ベネディクト（Julius Benedict, 1804年11月27日 - 1885年6月5日）は、ドイツ出身のイギリスの作曲家、指揮者。

## 生涯
ヴュルテンベルク公国、シュトゥットガルトのユダヤ人の銀行家の息子に生まれ、ヴァイマルでフンメルに、ドレスデンでウェーバーに作曲を学ぶ。ウェーバーの紹介で1823年10月5日にベートーヴェンと会っている。彼はこの年にウィーンのケルントナートーア劇場（Theater am Kärntnertor）のカペルマイスターに任用されており、その2年後の1825年にイタリア、ナポリにあるサン・カルロ劇場のカペルマイスターを務める。ナポリでは若き天才テオドール・デーラーにピアノを教えた。
ナポリでは初めてのオペラ作品「Giacinta ed Ernesto」を1827年に初演し、他にも1830年には故郷のために作曲した「I Portoghesi in Goa」を上演したが、どちらも評判は芳しくなかった。彼は1834年にパリに移ったが、マリア・マリブランの勧めに従い1835年にパリを後にしてロンドンへと向かう。そしてベネディクトはロンドンで生涯を終えることになる。彼は1836年、ライシーアム劇場のオペラ事業の監督に就任し、以前にナポリでも上演していた短いオペラ「Un anno ed un giorno」を再演した。
1838年、マイケル・ウィリアム・バルフが非常に人気であった頃、ベネディクトはシアター・ロワイヤルの指揮者となった。そこでは自作のオペラ「The Gipsy's Warning」（1838年）、「ヴェニスの花嫁 The Bride of Venice」（1844年）、「十字軍 The Crusaders」（1846年）を初演している。1848年にメンデルスゾーンのオラトリオ「エリヤ」をエクセター・ホールで上演した。これはジェニー・リンドが初めてオラトリオを歌った公演であった。また彼は1850年にはリンドのアメリカツアーの補佐として共に渡米している。
1852年に帰国するとすぐ、ベネディクトはヘンリー・ジェームズ・メープルソンの運営の下、ハー・マジェスティーズ・シアターと後にシアター・ロワイヤルで音楽監督となった。また、同年にはハーモニック・ユニオンの指揮者にも就いている。この頃の彼の知られていない作品には、1858年作曲の「コンサーティーナとフォルテピアノのためのアンダンティーノ」がある。1860年にはウェーバーの「オベロン」のイタリア語公演用のレチタティーヴォを作っている（当時のイングランドではドイツ語のオペラをイタリア語で上演する伝統があった）。同年のノリッジ音楽祭では自作のカンタータ「水の精 Undine」を上演しているが、この公演はクララ・ノヴェロの最後の公での舞台となった。

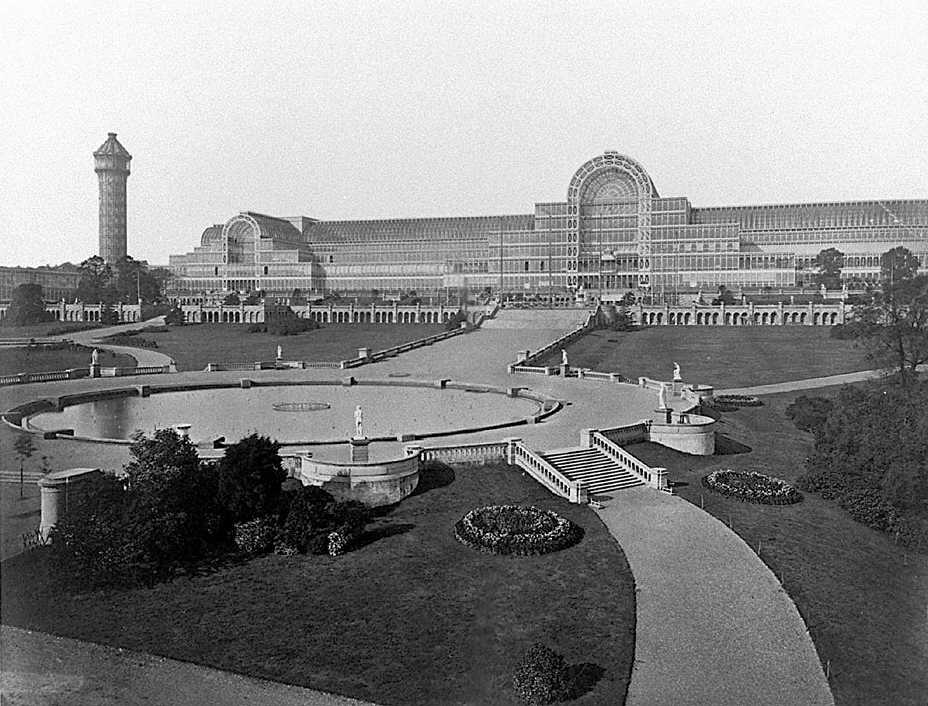
水晶宮

ベネディクトのオペラの中で最も知られているものは、ディオン・ボシコールトの演劇「少女の柵 The Colleen Bawn」に題材を採った「キラーニーの百合」であり、台本をジョン・オグゼンフォードが書いて1862年にロンドンのロイヤル・オペラ・ハウスで初演された。同劇場では、1864年に彼のオペレッタ「歌の花嫁 The Bride of Song」も上演されている。
ベネディクトは1863年、ウェールズ公だったエドワード7世とアレクサンドラの婚礼の行進曲を作曲した。オラトリオ「聖セシリア St Cecilia」が1868年にノリッジ音楽祭で、オラトリオ「聖ペテロ St Peter」が1870年にバーミンガム音楽祭で上演されており、カンタータ「Graziella」が1882年にバーミンガム音楽祭で、またオペラ形式では1883年8月に水晶宮で上演されている。水晶宮で1873年に彼の交響曲も演奏されている。1875年秋、ベネディクトはウィリアム・S・ギルバートと書簡を交わし、喜劇を共同制作する提案を持ちかけたが、ギルバートはあまりに多くの仕事を抱えており構想は頓挫してしまった。
ベネディクトは1845年から1878年にかけて毎年ノリッジ音楽祭で指揮をしており、1875年から1880年にはロイヤル・リヴァプール・フィルハーモニー管弦楽団でもタクトを握っていた。ロンドンの月曜ポピュラーコンサートでは開始当初からの常連であり、わずかな例外を除いて演奏会では指揮者を務めた。
ベネディクトは一連の伝記「偉大な音楽家たち Great Musicians」で、ウェーバーの興味深い生涯について寄稿している。彼は1871年にナイトに叙されており、1874年にフランツ・ヨーゼフ1世とフリードリヒ1世の勲章に与っている。彼は1885年6月5日にロンドンでこの世を去った。彼が住み、また最期を過ごしたマーリバン、マンチェスター・スクエアの2には、彼を記念するブルー・プラークが掲げられている。

## 主要作品

### 管弦楽曲
- 1827 - ピアノと管弦楽のための小協奏曲第1番 Op.18 (fp. Teatro del Fondo, Naples, 26 May 1827) [後にピアノ協奏曲 変イ長調（1867年）となる]
- 1833 - ピアノと管弦楽のための小協奏曲第2番 Op.19 (fp. King's Theatre, London, 1837) [後にピアノ協奏曲変ホ長調（1867年）となる]
- c.1850 - 祝祭序曲 Festival Overture, Op.42
- 1850 - コンツェルトシュトック Konzertstück （ピアノ協奏曲第1番） ハ長調 Op.45 (fp. Philharmonic Society, London, 17 June 1850)
- 1862 - 序曲 The Octoroon
- c.1865 - 序曲 Le ménestrel Op.76
- c.1865 - 序曲 The Tempest Op.77
- 1867 - ピアノ協奏曲（第2番）変ホ長調 Op.89 (fp. Crystal Palace, London, 27 April 1867)
- 1867 - ピアノ協奏曲（第3番）変イ長調 Op.90
- 1868 - 序曲 La selva incantata (fp. Philharmonic Society, London, 6 July 1868)
- 1872-73 - 交響曲 ト短調 Op.101 (andante and scherzo performed Norwich Festival, 1872; first complete performance Crystal Palace, London, 22 November 1873)
- 1874 - 大行進曲 Alfred and Marie [celebrating the marriage of the Duke of Edinburgh]
- 1874-76 - 交響曲 ハ長調 (scherzo performed British orchestral Society, St James's Hall, London, 22 January 1874; three movements performed Crystal Palace, London, 17 April 1875)

### 合唱、声楽曲
- 1822 - L'amor timido, cantata (fp. Stuttgart, August 1822)
- 1860 - Undine, cantata (fp. Norwich Festival, 1860)
- 1863 - Richard Coeur de Lion, cantata (fp. Norwich Festival, 17 September 1863)
- 1866 - The Legend of St Cecilia, cantata (fp. Norwich Festival, 1 November 1866)
- 1870 - St Peter, oratorio (fp. Birmingham Festival, 2 September 1870)
- 1882 - Graziella, cantata (fp. Birmingham Festival, 29 August 1882)
- 1883 - Mary Stuart's Farewell, scena for contralto and orchestra (fp. Philharmonic Society, London, 25 April 1883)

### オペラ
- 1827 - Giacinta ed Ernesto (fp. Teatro del Fondo, Naples, 31 March 1827)
- 1830 - I portoghesi in Goa (fp. Stuttgart, 1830; Teatro San Carlo, Naples, 28 June 1830)
- 1836 - Un anno ed un giorno (fp. Teatro del Fondo, Naples, 19 October 1836)
- 1838 - The Gypsy's Warning (fp. Drury Lane Theatre, London, 19 April 1838)
- 1844 - 「ヴェニスの花嫁 The Brides of Venice」 (fp. Drury Lane Theatre, London, 22 April 1844)
- 1845-46 - 「十字軍 The Crusaders」 (fp. Drury Lane Theatre, London, 26 February 1846)
- 1861-62 - 「キラーニーの百合 The Lily of Killarney」 (fp. Covent Garden Theatre, London, 10 February 1862)
- 1864 - オペレッタ「歌の花嫁 The Bride of Song」 (fp. Covent Garden Theatre, London, 3 December 1864)

### 付随音楽
- 1882 - 「ロメオとジュリエット Romeo and Juliet」 (fp. Royal Lyceum Theatre, London, May 1882)